# José Vieira Calado
José Vieira Calado (Lagos, Algarve, 1938) é um professor, jornalista e escritor português.

## Biografia

### Nascimento e formação
José Vieira Calado nasceu na cidade de Lagos, em 1938. Fez os seus estudos em Lagos, Portimão, Faro e Lisboa.

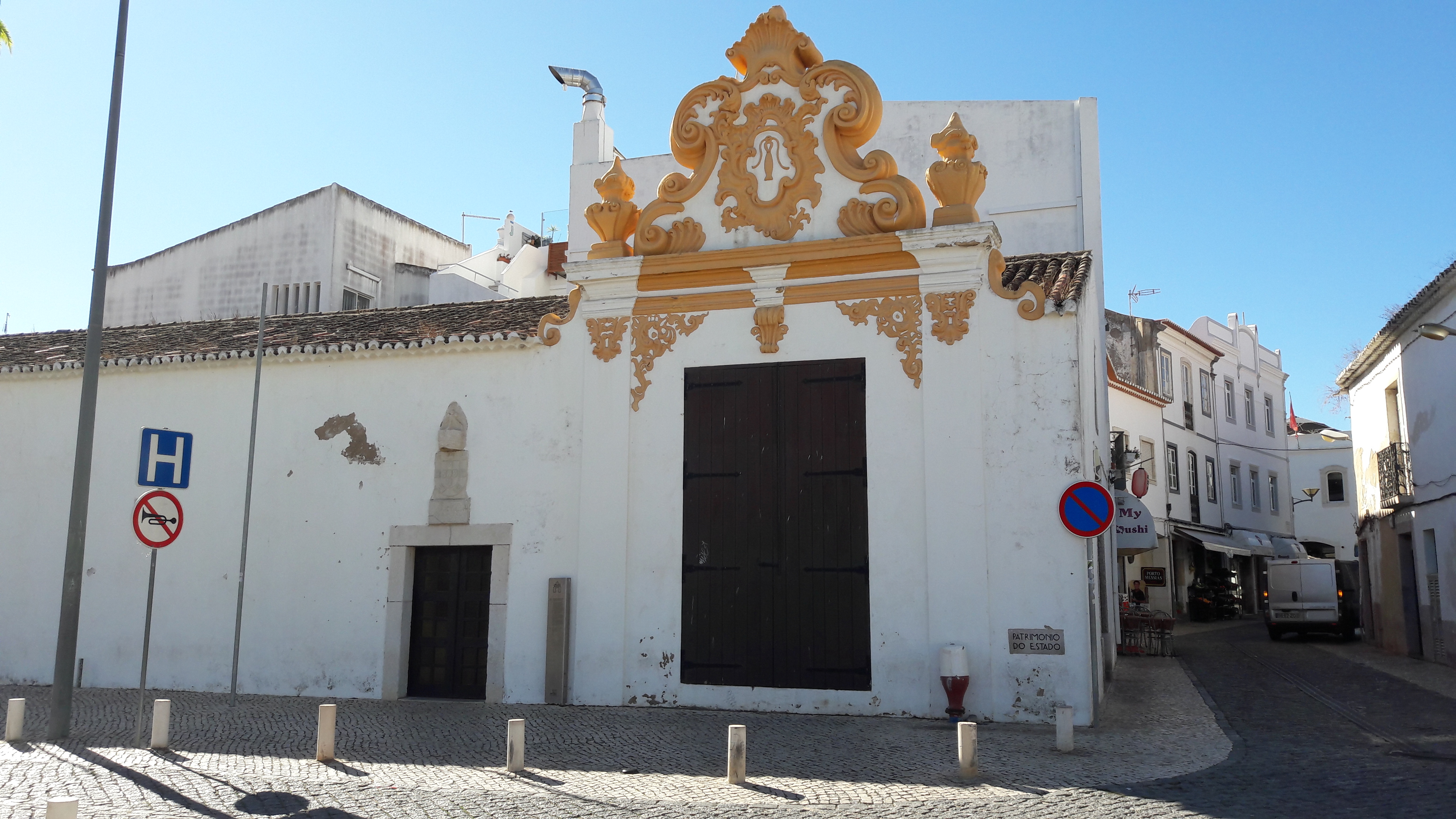
Armazém regimental de Lagos

### Carreira profissional e literária
José Vieira Calado regressou depois a Portugal, onde iniciou a sua carreira no ensino público. Estabeleceu-se na cidade de Lagos.
Destacou-se principalmente como escritor, tendo publicado várias obras em prosa e poesia. Publicou o seu primeiro livro em 1961, e em 1962 escreveu a obra Os Sinais da Terra, que foi censurada pela Polícia Internacional e de Defesa do Estado, o que o levou a sair de Portugal. Em 1967 aprendeu o idioma inglês em Londres, no Reino Unido, e em 1977 tirou um mestrado em Estudos Portugueses e ingleses na Universidade de Paris, em Vincennes. Entretanto, em Portugal ocorreu a Revolução de 25 de Abril de 1974, que restaurou a democracia, pelo que José Calado pôde voltar ao país.
Escreveu igualmente poesia para vários postais, incluindo as colecções Escopro e Litoral. Também é um promotor de actividades literárias, tendo sido responsável pela descoberta de novos autores, para os quais escreveu os prefácios das obras, e fez o seu lançamento ao público. Fez igualmente várias conferências sobre poesia em bibliotecas, escolas e centros culturais, destacando-se as iniciativas Lagos Cidade Poesia e 5 Poetas de Lagos do Grupo dos Amigos de Lagos, criadas por Vieira Calado. Fez várias exposições, incluindo no Armazém Regimental de Lagos, na Praia da Luz e no antigo edifício da Câmara Municipal de Lagos. Também ilustrou várias obras de poesia, e escreveu, desde 1957, letras para música.
Também se interessa por astronomia, tendo promovido esta ciência na rádio e em várias sessões em escolas e centros culturais, em Lagos e noutros concelhos do Algarve.
Escreve para a imprensa sobre poesia, desde 1956, e astronomia, tendo colaborado nos periódicos A Nossa Terra de Cascais, Correio do Ribatejo, Notícias de Marinhais, Alfagar de Faro, O Olhanense, Jornal de Lagos, Sueste,Maré Alta, Correio de Lagos e Notícias de Lagos, e outros.

## Homenagens
Em 21 de Setembro de 2011, a Câmara Municipal de Lagos atribuiu um louvor público municipal a Vieira Calado, pela sua obra literária, e pelos seus esforços na defesa da liberdade. Foi homenageado no âmbito da iniciativa Encontro de 5ª Feira do Grupo dos Amigos de Lagos, realizado na Biblioteca Municipal Júlio Dantas em Lagos, em 5 de Março de 2015.

## Obras publicadas
- Poesia:
  - 37 Poemas (1961)
  - Os Sinais da Terra (1962)
  - Poema para Hoje (1977)
  - Objecto Experimental (1978)
  - A Palavra em Duas (1982)
  - O Frio dos Dias (1986)
  - Como um Relógio de Areia (1993)
  - Transparências (2000)
  - Poemas Primeiros (2001)
  - Por detrás das Palavras (2002)
  - Terrachã (2004)
  - Poemeto (2004)
  - Lagos Ontem (2 ª edição em 2005)
  - Poemas Soltos & Dispersos (2005)
  - Arabescos (2008)
  - Itinerário (2008)
  - Viagem através da Luz (2009)
  - As Cores do Poema (2010)
  - Por detrás das Palavras (2011)
  - Algarve Ontem (2011)

- Prosa:
  - Merdock (3.ª edição em 2007)
  - Estórias de Lagos & Arredores (2007)

- Ficção extraterrestre:
  - A Febre do Ouro (2011)

- Divulgação científica:
  - A Terra e as Estrelas (2006)
  - História Breve dos Cometas (2010)

- Antologias, colectivos e outros:
  - Les Relations entre le Portugal et l’Angleterre, pendant la Monarchie
  - Maîtrise, Universidade de Vincennes (1977)
  - Antologia Anti-Floral (1980)
  - Poemas de e sobre o Natal (1998)
  - Cem Anos de Garcia Lorca (1999)
  - Cadernos Costa d’ Ouro
  - Poemas Satíricos e Outros (2002)
  - Poetânea, (2003)
  - Escritores Portugueses do Algarve (2006)
  - 5 Poetas de Lagos (dois volumes, 2006 e 2008)
  - Di Versos nº 10 (2007)
  - Plaqueta Natal (2007)
  - Os Poetas nas Árvores (2009)
  - Entre o  Livro e a Liberdade (2010)
  - Poemas em Árvore do Natal (2010)
  - Iª Seletiva (2011)